# Andžejs Ļebedevs
Andžejs Ļebedevs (ur. 4 listopada 1994 w Dyneburgu) – łotewski żużlowiec.

## Życiorys
Dwukrotny Indywidualny mistrz Europy (2017, 2024). Dwukrotny medalista indywidualnych mistrzostw Europy juniorów (srebrny – 2013 oraz brązowy – 2014). Z Eskilstuną Smederną trzykrotny zwycięzca szwedzkiej Elitserien (2017, 2018 i 2019).
Reprezentant Łotwy w eliminacjach drużynowego Pucharu Świata od 2011 roku. Dwukrotny medalista młodzieżowych indywidualnych mistrzostw Łotwy: złoty (2011) oraz srebrny (2010). Brązowy medalista klubowego Pucharu Europy (Bałakowo 2011 – w barwach klubu SK Lokomotīve Dyneburg). Dwukrotny finalista indywidualnych mistrzostw Europy juniorów (Lublana 2011 – XIII miejsce, Opole 2012 – VII miejsce). Dwukrotny finalista mistrzostwa Europy par (Piła 2011 – IV miejsce, Równe 2012 – srebrny medal). Finalista indywidualnych mistrzostw Europy (2012 – VI miejsce). Finalista indywidualnych mistrzostw świata juniorów (2013 – IV miejsce).

## Przynależność klubowa
Polska
- SK Lokomotīve Dyneburg (Łotwa, 2011–2016)
- Sparta Wrocław (2017–2018)
  - ROW Rybnik (2018, wyp.)
- SK Lokomotīve Dyneburg (Łotwa, 2019)
- ROW Rybnik (2020–2021)
- Wilki Krosno (2021–2023)
- Unia Leszno (2024)
- Stal Gorzów Wielkopolski (2025)

Szwecja
- Rospiggarna Hallstavik (2015)
- Eskilstuna Smederna (2016–2019)
- Rospiggarna Hallstavik (2020)
- Eskilstuna Smederna (2021)
- Rospiggarna Hallstavik (2022)
- Dackarna Målilla (2023)

Czechy
- AMK Zlatá přilba Pardubice (2022)

## Starty w Grand Prix (Indywidualnych Mistrzostwach Świata na żużlu)

### Miejsca na podium w poszczególnych zawodach Grand Prix
| Nr | Dzień      | Rok  | Nazwa              | Miejscowość | Tor                          | Miejsce | Punkty | Biegi           | Zwycięzca        |
| -- | ---------- | ---- | ------------------ | ----------- | ---------------------------- | ------- | ------ | --------------- | ---------------- |
| 1. | 3 maja     | 2025 | Grand Prix Niemiec | Landshut    | OneSolar Arena               | 3.      | 11+3   | (2,1,1,3,3,1)+3 | Bartosz Zmarzlik |
| 2. | 2 sierpnia | 2025 | Grand Prix Łotwy   | Ryga        | Biķernieku spīdveja stadions | 3.      | 12     | (3,0,2,3,3,1)   | Brady Kurtz      |

### Punkty w poszczególnych zawodachGrand Prix
| Sezon 2013                   |                       |                        |                       |                                 |                                 |                                 |                                |                                 |                       |                            |                   |                   |         |         |         |         |         |         |         |         |         |         |         |         |         |        |        |        |        |        |        |        |        |        |        |        |        |        |        |
| GP Nowej Zelandii – Auckland | GP Europy – Bydgoszcz | GP Szwecji – Göteborg  | GP Czech – Praga      | GP Wielkiej Brytanii – Cardiff  | GP Polski – Gorzów Wielkopolski | GP Danii – Kopenhaga            | GP Włoch – Terenzano           | GP Łotwy – Dyneburg             | GP Słowenii – Krško   | GP Skandynawii – Sztokholm | GP Polski – Toruń | miejsce           | miejsce | miejsce | miejsce | miejsce | miejsce | miejsce | miejsce | miejsce | miejsce | miejsce | miejsce | miejsce | miejsce | punkty | punkty | punkty | punkty | punkty | punkty | punkty | punkty | punkty | punkty | punkty | punkty | punkty | punkty |
| –                            | –                     | –                      | –                     | –                               | –                               | –                               | –                              | 9                               | –                     | –                          | –                 | 19                | 19      | 19      | 19      | 19      | 19      | 19      | 19      | 19      | 19      | 19      | 19      | 19      | 19      | 9      | 9      | 9      | 9      | 9      | 9      | 9      | 9      | 9      | 9      | 9      | 9      | 9      | 9      |
| Sezon 2014                   |                       |                        |                       |                                 |                                 |                                 |                                |                                 |                       |                            |                   |                   |         |         |         |         |         |         |         |         |         |         |         |         |         |        |        |        |        |        |        |        |        |        |        |        |        |        |        |
| GP Nowej Zelandii – Auckland | GP Europy – Bydgoszcz | GP Finlandii – Tampere | GP Czech – Praga      | GP Szwecji – Målilla            | GP Danii – Kopenhaga            | GP Wielkiej Brytanii – Cardiff  | GP Łotwy – Dyneburg            | GP Polski – Gorzów Wielkopolski | GP Nordyckie – Vojens | GP Skandynawii – Sztokholm | GP Polski – Toruń | miejsce           | miejsce | miejsce | miejsce | miejsce | miejsce | miejsce | miejsce | miejsce | miejsce | miejsce | miejsce | miejsce | miejsce | punkty | punkty | punkty | punkty | punkty | punkty | punkty | punkty | punkty | punkty | punkty | punkty | punkty | punkty |
| –                            | –                     | –                      | –                     | –                               | –                               | –                               | 3                              | –                               | –                     | –                          | –                 | 28                | 28      | 28      | 28      | 28      | 28      | 28      | 28      | 28      | 28      | 28      | 28      | 28      | 28      | 3      | 3      | 3      | 3      | 3      | 3      | 3      | 3      | 3      | 3      | 3      | 3      | 3      | 3      |
| Sezon 2022                   |                       |                        |                       |                                 |                                 |                                 |                                |                                 |                       |                            |                   |                   |         |         |         |         |         |         |         |         |         |         |         |         |         |        |        |        |        |        |        |        |        |        |        |        |        |        |        |
| GP Chorwacji – Goričan       | GP Polski – Warszawa  | GP Czech – Praga       | GP Niemiec – Teterow  | GP Polski – Gorzów Wielkopolski | GP Wielkiej Brytanii – Cardiff  | GP Polski – Wrocław             | GP Danii – Vojens              | GP Szwecji – Målilla            | GP Polski – Toruń     | miejsce                    | miejsce           | miejsce           | miejsce | miejsce | miejsce | miejsce | miejsce | miejsce | miejsce | miejsce | punkty  | punkty  | punkty  | punkty  | punkty  | punkty | punkty | punkty | punkty | punkty | punkty |        |        |        |        |        |        |        |        |
| –                            | –                     | –                      | –                     | –                               | 6                               | 1                               | 5                              | 4                               | 10                    | 16                         | 16                | 16                | 16      | 16      | 16      | 16      | 16      | 16      | 16      | 16      | 26      | 26      | 26      | 26      | 26      | 26     | 26     | 26     | 26     | 26     | 26     |        |        |        |        |        |        |        |        |
| Sezon 2023                   |                       |                        |                       |                                 |                                 |                                 |                                |                                 |                       |                            |                   |                   |         |         |         |         |         |         |         |         |         |         |         |         |         |        |        |        |        |        |        |        |        |        |        |        |        |        |        |
| GP Chorwacji – Goričan       | GP Polski – Warszawa  | GP Czech – Praga       | GP Niemiec – Teterow  | GP Polski – Gorzów Wielkopolski | GP Szwecji – Målilla            | GP Łotwy – Ryga                 | GP Wielkiej Brytanii – Cardiff | GP Danii – Vojens               | GP Polski – Toruń     | miejsce                    | miejsce           | miejsce           | miejsce | miejsce | miejsce | miejsce | miejsce | miejsce | miejsce | punkty  | punkty  | punkty  | punkty  | punkty  | punkty  | punkty | punkty | punkty | punkty |        |        |        |        |        |        |        |        |        |        |
| –                            | –                     | –                      | –                     | –                               | 8                               | 6                               | 7                              | 3                               | 7                     | 16                         | 16                | 16                | 16      | 16      | 16      | 16      | 16      | 16      | 16      | 16      | 16      | 31      | 31      | 31      | 31      | 31     | 31     | 31     | 31     | 31     | 31     | 31     | 31     |        |        |        |        |        |        |
| Sezon 2024                   |                       |                        |                       |                                 |                                 |                                 |                                |                                 |                       |                            |                   |                   |         |         |         |         |         |         |         |         |         |         |         |         |         |        |        |        |        |        |        |        |        |        |        |        |        |        |        |
| GP Chorwacji – Goričan       | Sprint – Warszawa     | GP Polski – Warszawa   | GP Niemiec – Landshut | GP Czech – Praga                | GP Szwecji – Målilla            | GP Polski – Gorzów Wielkopolski | Sprint – Cardiff               | GP Wielkiej Brytanii – Cardiff  | GP Polski – Wrocław   | GP Łotwy – Ryga            | GP Danii – Vojens | GP Polski – Toruń | miejsce | miejsce | miejsce | miejsce | miejsce | miejsce | miejsce | miejsce | punkty  | punkty  | punkty  | punkty  | punkty  | punkty | punkty | punkty |        |        |        |        |        |        |        |        |        |        |        |
| 4                            | –                     | 5                      | 4                     | 9                               | 10                              | –                               | –                              | 11                              | 8                     | 10                         | 14                | 4                 | 10      | 10      | 10      | 10      | 10      | 10      | 10      | 10      | 79      | 79      | 79      | 79      | 79      | 79     | 79     | 79     |        |        |        |        |        |        |        |        |        |        |        |

| Statystyki        | Statystyki |
| ----------------- | ---------- |
| Starty            | 22         |
| Zwycięstwa        | 0          |
| Miejsca na podium | 0          |
| Finalista         | 1          |
| Punkty            | 148        |